# كارل نيومان
كارل نيومان (بالألمانية: Carl Gottfried Neumann )‏ (و. 1832 – 1925 م) هو رياضياتي، وأستاذ جامعي ألماني، ولد في كونيغسبرغ، كان عضوًا في أكاديمية ساكسون للعلوم (منذ 22 مارس 1869)، والأكاديمية البروسية للعلوم، وأكاديمية العلوم في غوتينغن، والأكاديمية البافارية للعلوم والعلوم الإنسانية، توفي في لايبزيغ، عن عمر يناهز 93 عاماً.

## التعليم
تعلم في جامعة كونيغسبرغ.

## جوائز
حصل على جوائز منها:
- النيشان البافاري الماكسيميلياني للعلوم والفن (1903)
- وسام الاستحقاق للفنون والعلوم.